# Лед (филм из 2012)
Лед је српски драмски играни филм из 2012. године, премијерно приказан у 10. октобра 2012. године у Београду у Центру Сава.
Филм је дебитантско остварење редитељке Јелене Бајић Јочић, која га је режирала по сценарију свога оца, глумца Радоша Бајића, који га је написао по својој истоименој монодрами из 1976. године.

## Синопсис
Овај филм је прича о изгубљеној срећи и сновима, о страховима и пролазности, о надмоћи судбине и природних закона, о благодарности и суровости природе, о немоћи човека да исту промени и да утиче на путање сопственог живота.
У средишту приче су животи архетипских јунака, она на метафоричан начин одсликава неумитно затирање корена једне српске породице, одумирање и нестанак заселака и села у Шумадији седамдесетих година 20. века.

## Улоге
| Глумац                   | Улога                 |
| ------------------------ | --------------------- |
| Велимир Бата Живојиновић | деда Животије         |
| Момчило Оташевић         | Миливоје              |
| Нела Михајловић          | мајка Стана           |
| Олга Одановић            | баба Савета           |
| Ненад Јездић             | Мирослав              |
| Радослав Миленковић      | Радоје                |
| Биљана Мишић             | Беба                  |
| Недељко Бајић            | отац Јанко            |
| Дубравко Јовановић       | Дугачки               |
| Емир Хаџихафизбеговић    | Полицајац на полагању |
| Нађа Маршићевић          | Ружица                |
| Никола Ивковић           | Мали Миливоје         |
| Радош Бајић              | Стари Миливоје        |

## Продукција
Филм је базиран на истоименој монодрами из 1976. године Радоша Бајића, који је, такође, написао и сценарио за филм, који је режирала његова ћерка Јелена Бајић Јочић. Идеја за филм је настала у фирми „Контраст студио”, 35 година од настанка монодраме. Екипа филма је одлучила да је екранизује, да на основама те приче изграде нову причу.
Редитељка Јелена Бајић Јочић о филму каже:
| „                    | Својим универзалним порукама „Лед“ снажно афирмише основне врлине и вредности живота, љубави, искрености, правде, достојанства, поштења... Због тога „Лед“, упркос чињеници да је по месту рођења и боравка, по дизајну препознатљивог националног идентитета у традиционалном, антрополошком и културолошком смислу Српска прича, има амбицију да успостави ширу комуникацију и да препозна своје гледаоце ма где се у свету они налазили. | ” |
| — Јелена Бајић Јочић | |   |

Филм је сниман 50 дана у Крагујевцу као и у околним селима и њивама а највећи део је сниман у селу Горње Грбице. Филм је сниман у копродукцији Контраст студија, РТС-а и М. А. М. М. А. продукције из Стокхолма, док је град Крагујевац подржао филм продукцијски и логистички.

## Музика
Музику за филм компоновао је Александар Сања Илић. Музика је снимљена у IDentity Studios, а извела ју је група Сања Илић и Балканика. Организатори снимања музике били су Бобана Радојевић и Ана Халас.

## Премијера
Филм је претпремијерно приказан у биоскопу Синеплекс у Крагујевцу, 9. октобра 2012. Претпремијери су између осталих присуствовали градоначелник Крагујевца Верољуб Стевановић и председник Градске скупштине Саша Миленић. Премијера је одржана у Београду у Сава центру 10. октобра 2012. године. Док је 11. октобра 2012. приказан у Новом Саду у биоскопу Арена Синеплекс а потом и у другим градовима Србије. После учешћа на 48. Филмским сусретима у Нишу 2013. филм је започео своју светску турнеју, фестивалом Златни витез у Русији а потом ће бити приказан и у Никозији, Измиру, Стокхолму и Гои у конкуренцији за награде.

## ТВ серија
На првом каналу Радио-телевизији Србије је након биоскопске премијере филма у марту 2013. емитована телевизијска серија Лед од три епизоде у трајању од по 45 минута.

## Рецензије
Гледали смо филм „Лед“. Морате и ви! Идите са својим вољенима у биоскоп!— Јелена Томашевић, српска певачица.

## Награде
| Награде                     | Награде                                  | Награде         | Награде                                    |
| Фестивал                    | Категорија                               | Награда         | Награђени                                  |
| --------------------------- | ---------------------------------------- | --------------- | ------------------------------------------ |
| 48. Филмски сусрети у Нишу  | Најбоља женска улога                     | Царица Теодора  | Нела Михаиловић                            |
| 48. Филмски сусрети у Нишу  | Повеља за страног глумца у домаћем филму |                 | Момчило Оташевић                           |
| 48. Филмски сусрети у Нишу  | Најпопуларнија глумица фестивала         | Награда публике | Нела Михаиловић                            |
| Златни витез у Русији       | Најбоље дебитантско остварење            | Најбољи филм    | Јелена Бајић-Јочић                         |
| Јахорински филмски фестивал | Најбољи филм                             | Златна линцура  | филм                                       |
| Cine@art                    | Најбоља женска улога                     |                 | Нела Михаиловић                            |
| Cine@art                    | Најбоља фотографија                      |                 | Предраг Јочић                              |
| Cine@art                    | Награда за најбољу продукцију            |                 | Недељко Бајић, Предраг Јочић и Јелена Мила |